# Eucereon metathoracica
Eucereon metathoracica är en fjärilsart som beskrevs av George Francis Hampson 1919. Eucereon metathoracica ingår i släktet Eucereon och familjen björnspinnare. Inga underarter finns listade i Catalogue of Life.